# Порт-Лайонс (аэропорт)
Аэропорт Порт-Лайонс (англ. Port Lions Airport), (ИАТА: ORI, FAA LID: ORI) — государственный гражданский аэропорт, расположенный в 3,7 километрах к северо-востоку от центрального делового района города Порт-Лайонс (Аляска), США.

## Операционная деятельность
Аэропорт Порт-Лайонс находится на высоте 16 метров над уровнем моря и эксплуатирует одну взлётно-посадочную полосу:
- 7/25 размерами 671 x 23 метров с гравийным покрытием.

За период с 31 декабря 2006 года по 31 декабря 2007 года Аэропорт Порт-Лайонс обработал 5 300 операций взлётов и посадок самолётов (в среднем 14 операций ежедневно), из них 91 % пришлось на рейсы аэротакси и 9 % — на авиацию общего назначения.: